# Peter Štrba
Peter Štrba (* 9. května 1953) byl československý politik Komunistické strany Československa z českých zemí, slovenské národnosti, a poslanec Sněmovny lidu Federálního shromáždění za normalizace.

## Biografie
K roku 1986 se profesně uvádí jako traktorista. Ve volbách roku 1986 zasedl za KSČ do Sněmovny lidu (volební obvod č. 115 - Krnov, Severomoravský kraj). Ve Federálním shromáždění setrval do konce funkčního období, tedy do svobodných voleb roku 1990. Netýkal se ho proces kooptací do Federálního shromáždění po sametové revoluci.